# Mercedes-Benz Classe B
Pour les articles homonymes, voir Classe B.
Pour un article plus général, voir Liste des véhicules Mercedes-Benz.

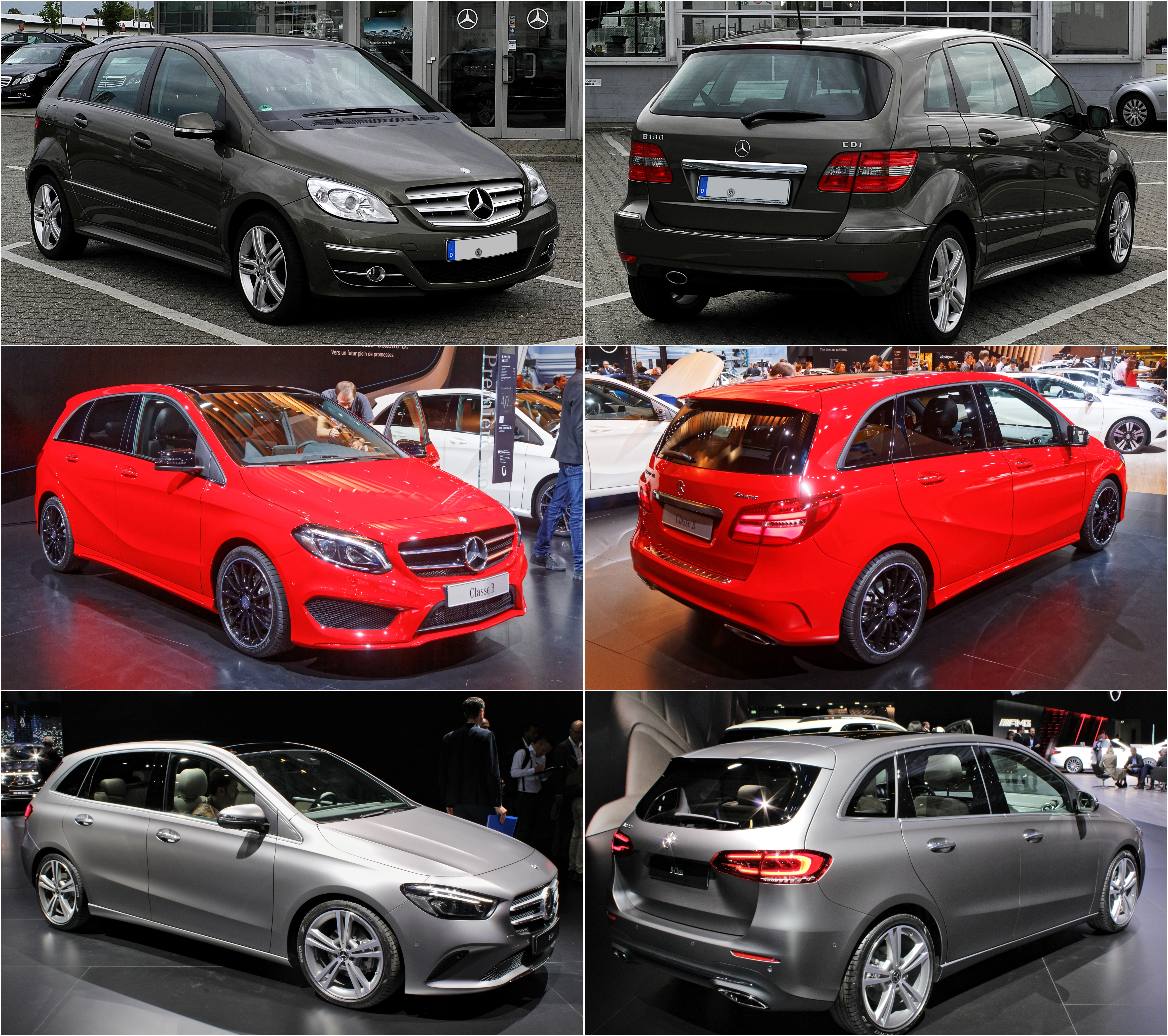
Les Mercedes-Benz Classe B.

La Mercedes-Benz Classe B est une gamme d'automobile de monospace compact du constructeur automobile allemand Mercedes-Benz. 

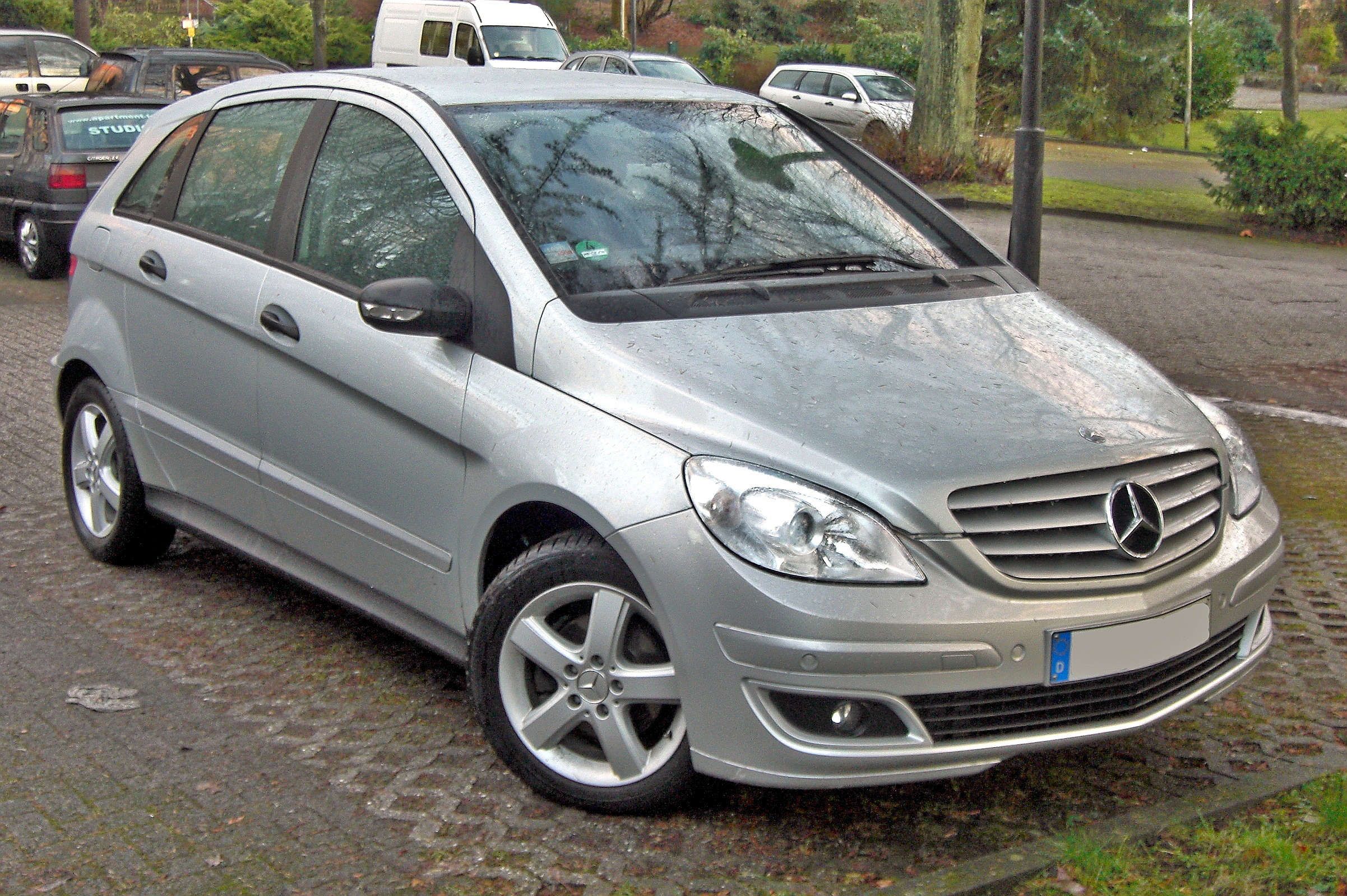
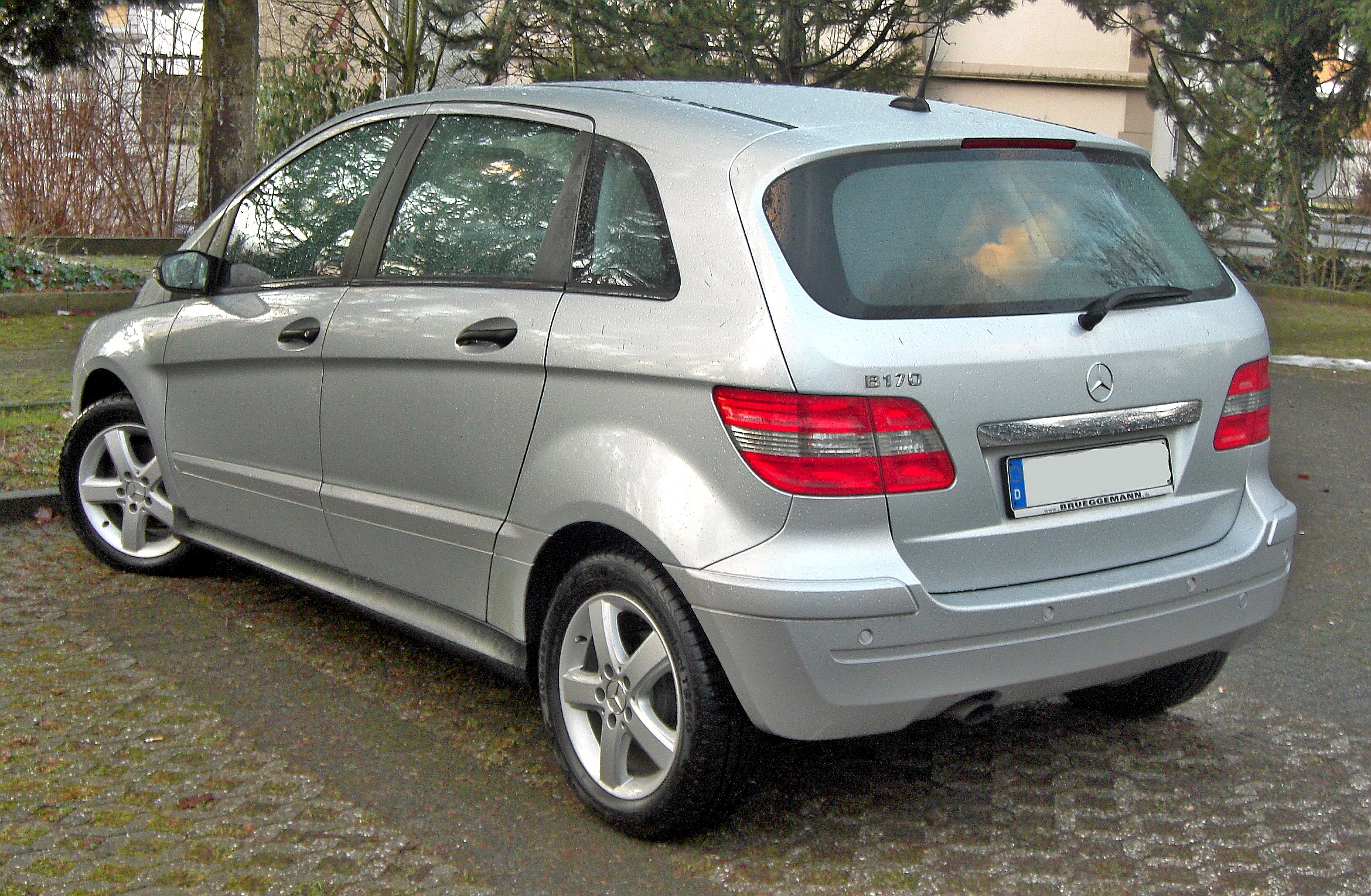
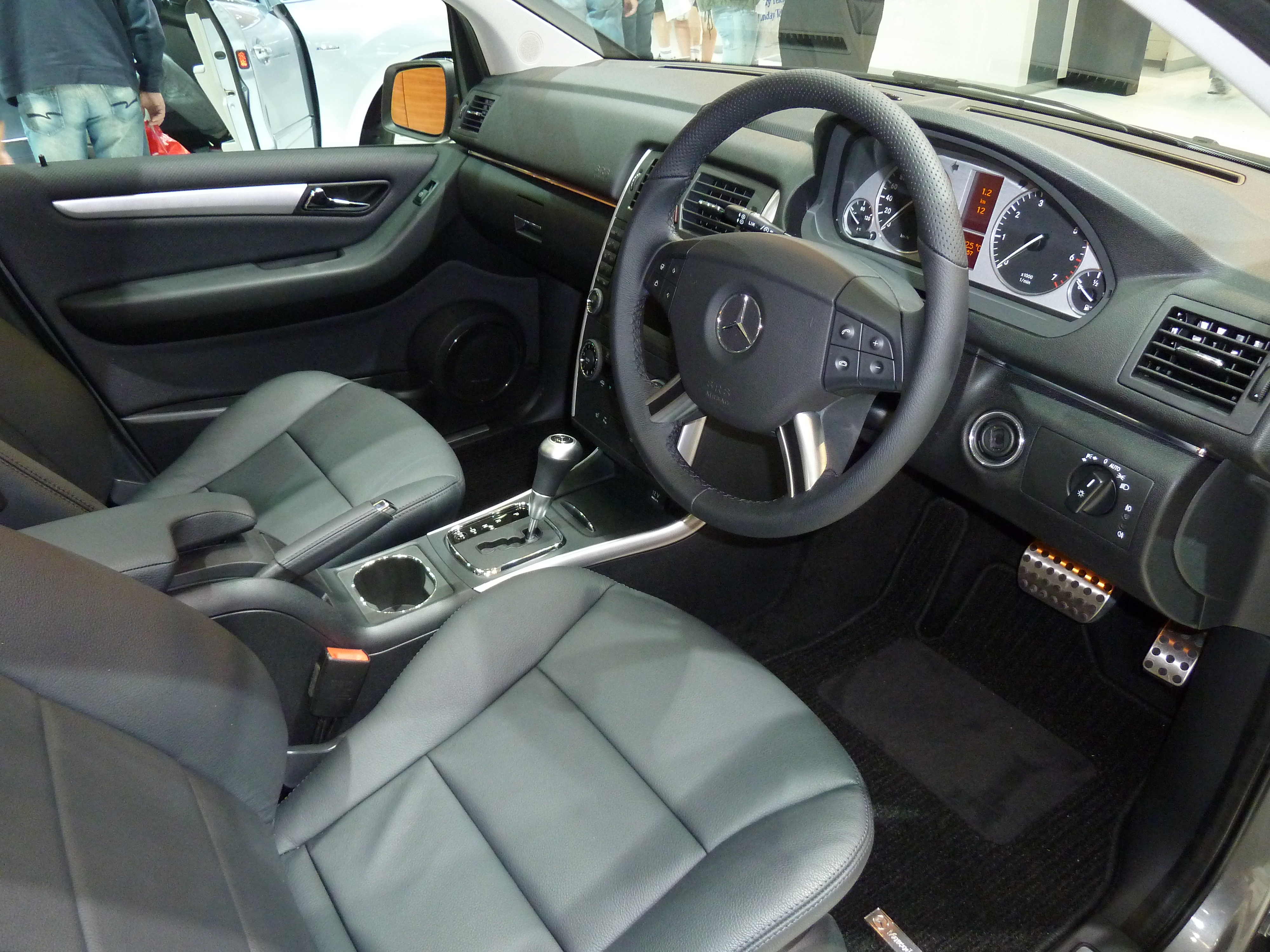

La première génération est commercialisée en 2005 (Type 245), la deuxième en 2012 (Type 246 et 242) et la troisième à partir de 2019 (Type 247).

## Historique
La Classe B de Mercedes-Benz se décline en trois générations. Les deux premières ont reçu un restylage.

### Résumé de la Classe B
| Générations               | Production          | Dérivés de chez Mercedes-Benz | Modèles similaires |
| ------------------------- | ------------------- | ----------------------------- | --- |
| T245 (2005 - 2011)        | 610 000 exemplaires | Type 169 (Classe A)           | Citroën C4 Picasso, Ford C-Max, Honda FR-V, Opel Meriva A, Renault Scénic II, Volkswagen Golf Plus                                      |
| W246 & W242 (2011 - 2019) | 660 000 exemplaires | Aucun                         | BMW Série 2 Active Tourer, Citroën C4 Picasso, Ford C-Max, Peugeot 2008 I, Opel Meriva B, Renault Scénic III, Volkswagen Golf Sportsvan |
| W247 (2018 - ...)         | En production       | Aucun                         | BMW Série 2 Active Tourer, Citroën C4 SpaceTourer, Ford Puma, Peugeot 2008 II, Opel Crossland, Renault Scénic IV                        |

### Avant la Classe B

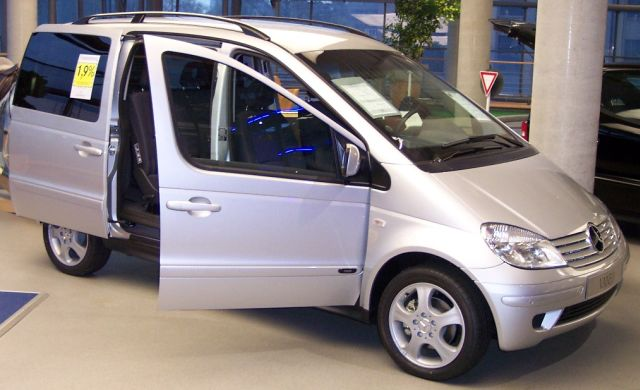
Mercedes-Benz Vaneo.

- Mercedes-Benz Vaneo : ludospace produit de 2001 à 2005.

## 1regénération - Type 245(2005 - 2011)
La Mercedes-Benz Classe B Type 245 a été produite de 2005 à 2011, elle fut restylée en 2008. Elle a été remplacée en 2011 par la Mercedes-Benz Classe B W246 ; W242.

### Phase I
Elle fut produite de 2005 à 2008.

### Phase II
Elle fut produite de 2008 à 2011.

### Versions spécifiques

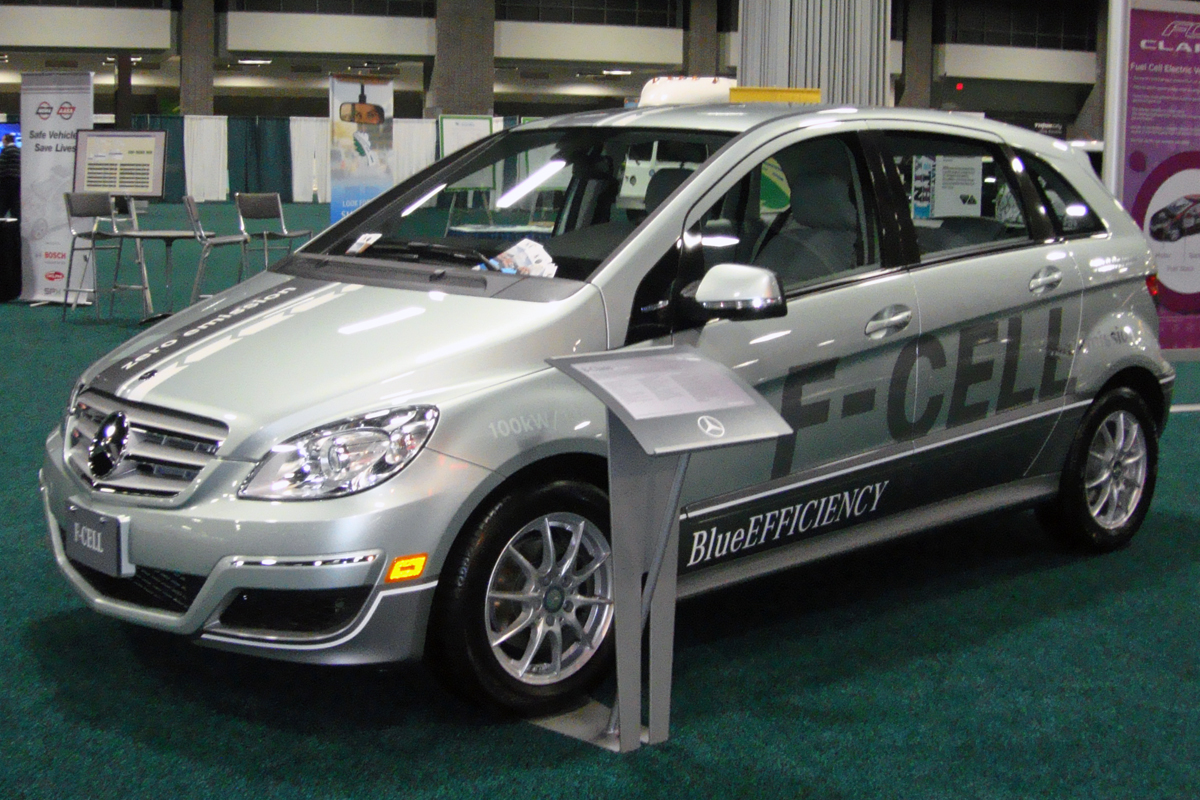
F-Cell.

- T245 - F-Cell : version PEMFC.

## 2egénération - Type 246 & 242(2012 - 2019)
La Mercedes-Benz Classe B Type 246 ; 242 a été produite à partir de 2012. Elle remplace la précédente Classe B, la T245. La Classe B Type 246 a été restylée en septembre 2015.

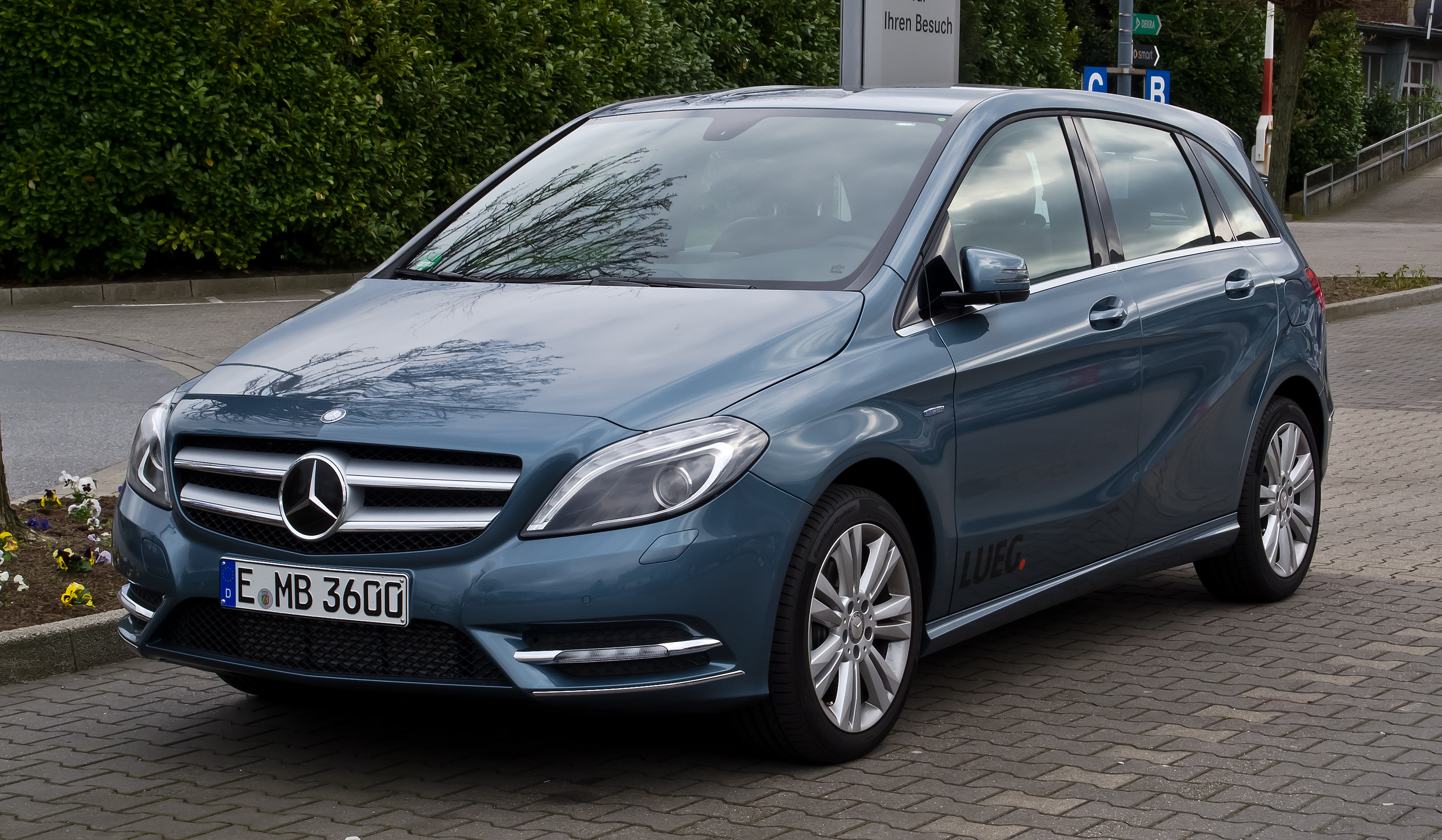
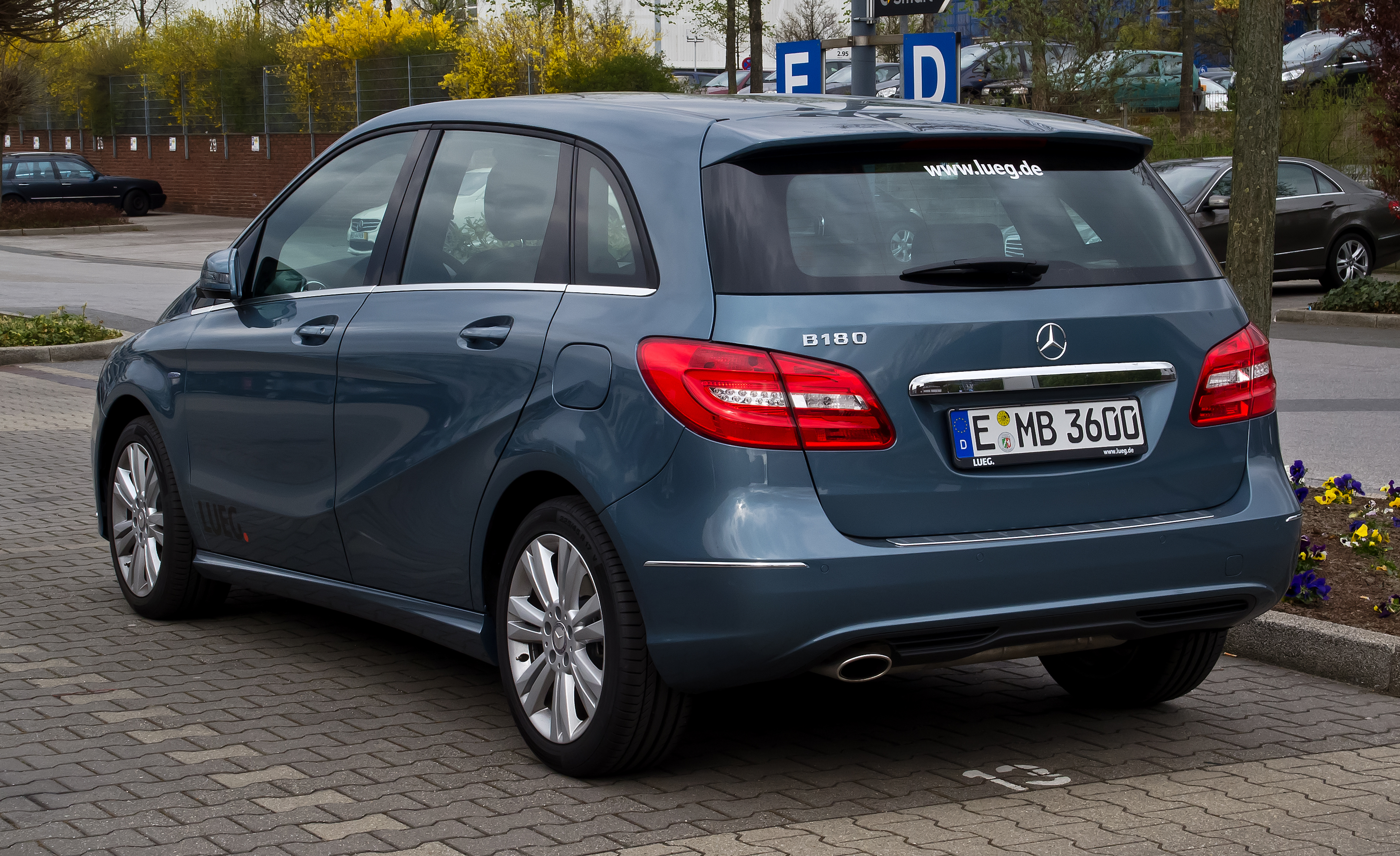
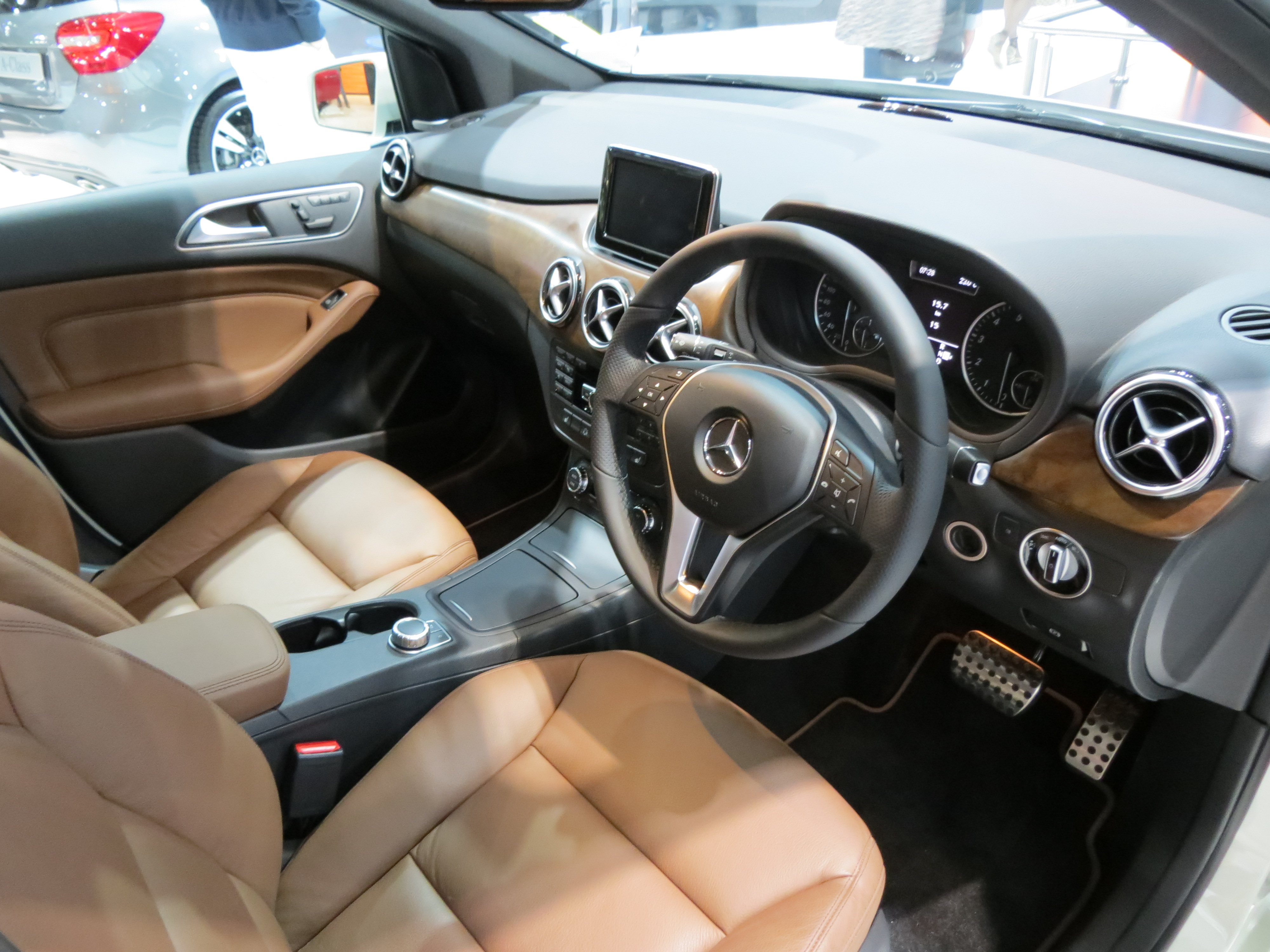

### Phase I
Elle fut produite de 2012 à  septembre 2015.

### Versions spécifiques

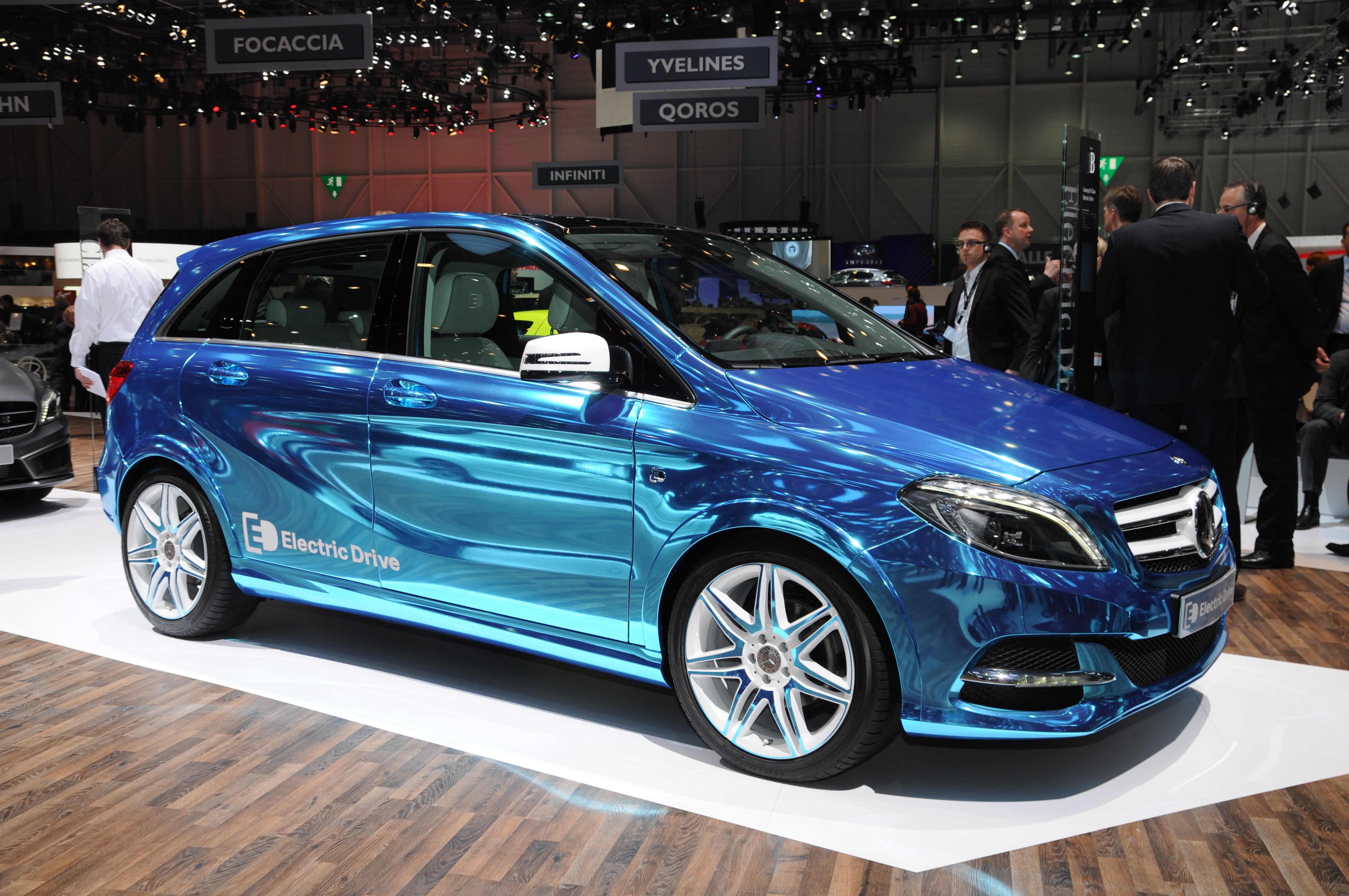
Electric Drive.

- W242 - Electric Drive : version électrique.

## 3egénération  - Type 247(2019 - ...)
La Mercedes-Benz Classe B Type 247 est commercialisée à partir de 2019. Elle remplace la précédente Classe B, la W246. Elle est présentée le 2 octobre 2018 au Mondial Paris Motor Show.

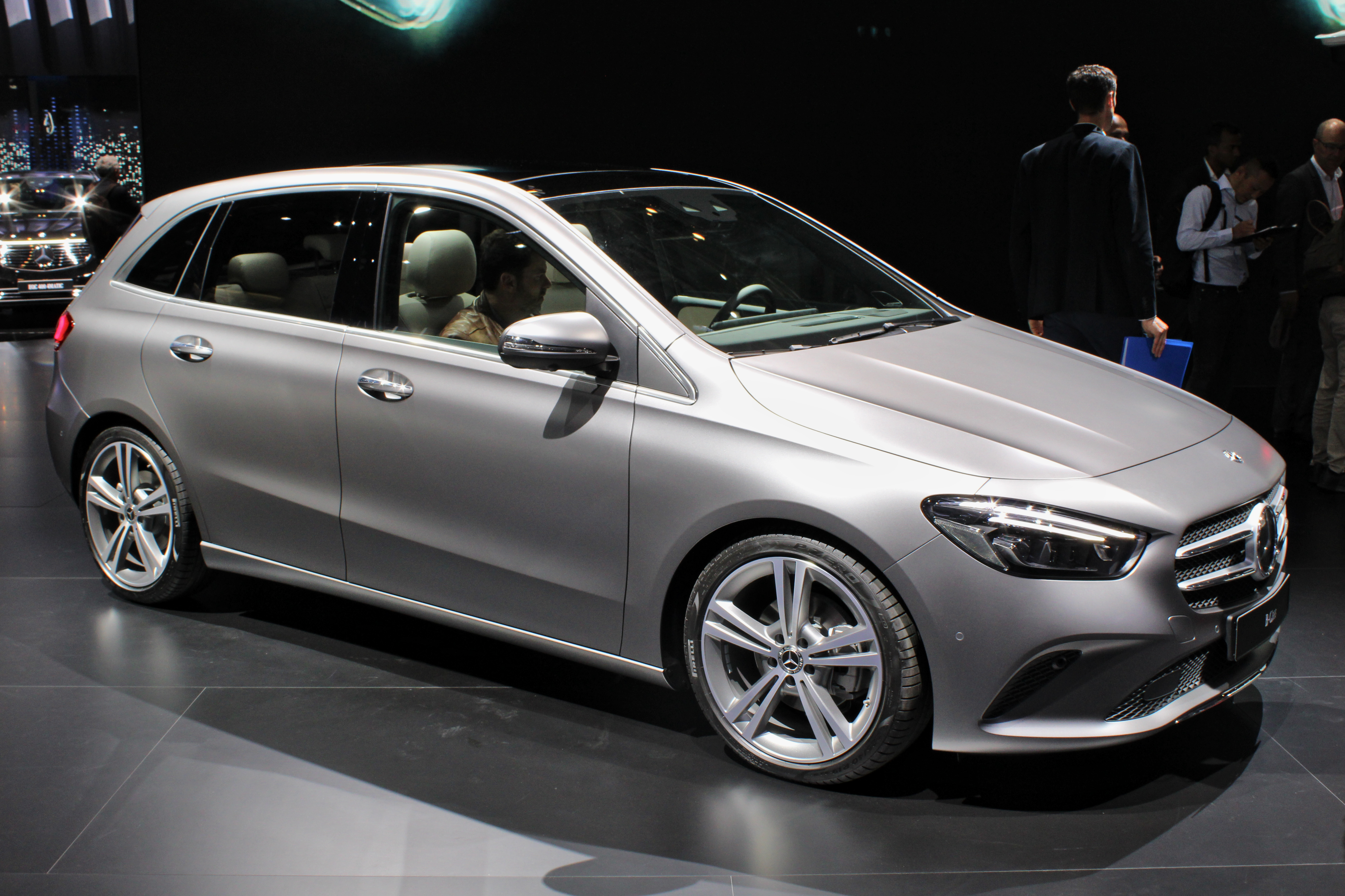
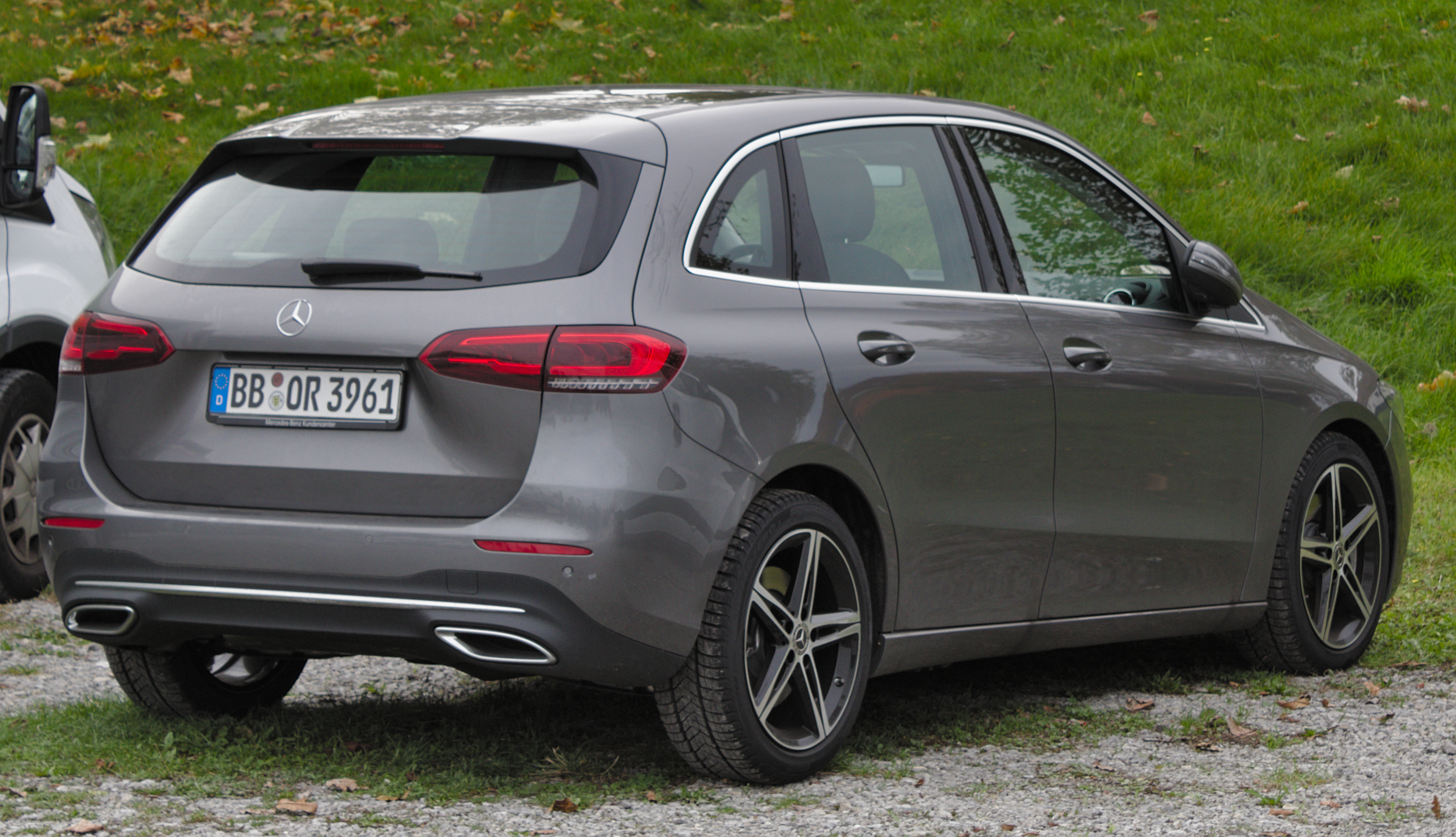
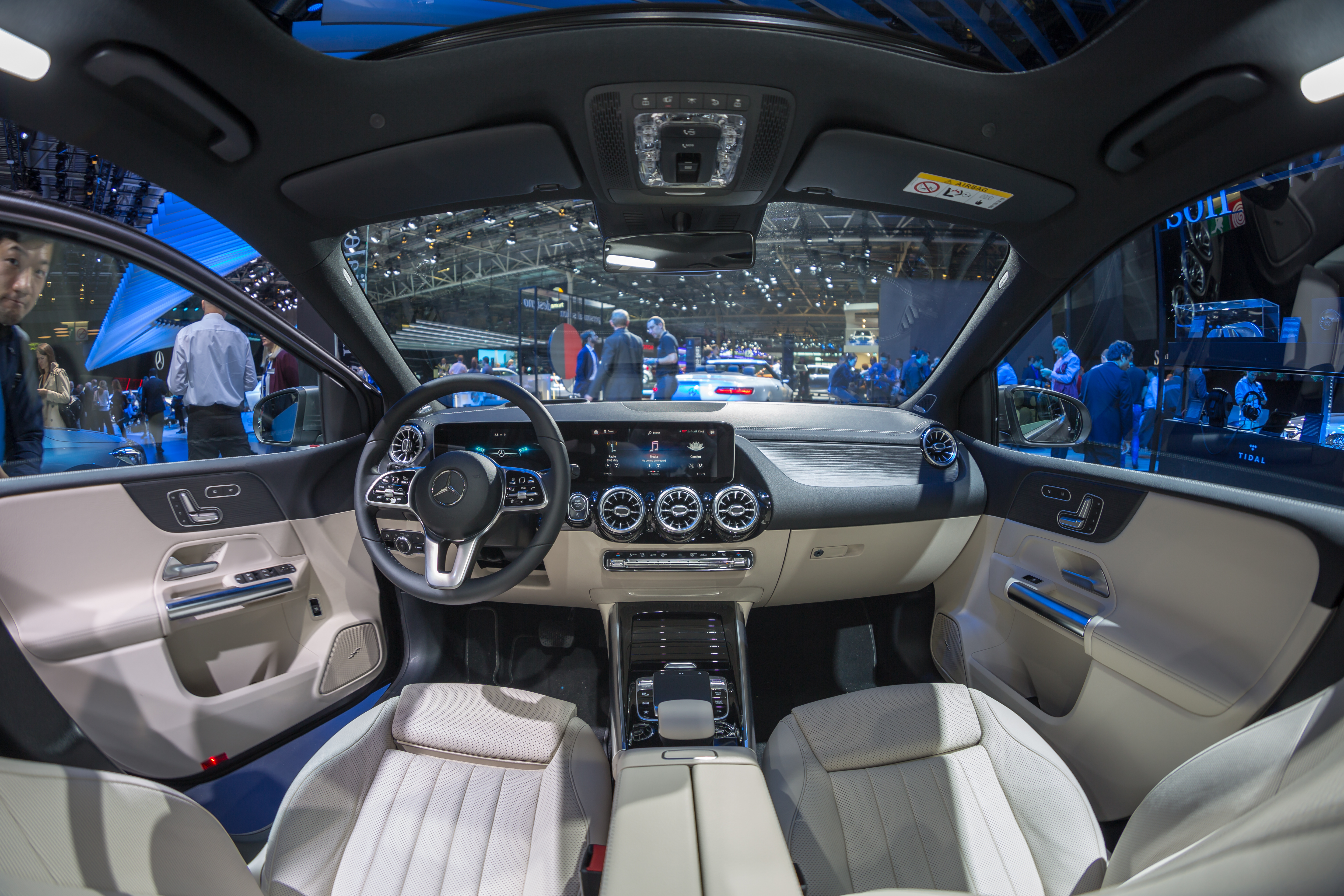